# Таганий Рог
Таганий Рог — мыс в северной части Таганрогского залива Азовского моря, на котором расположена историческая часть города Таганрога. Название этого мыса послужило основой для наименования Троицкой крепости Таганрогом.

## Происхождение названия
Некоторые источники утверждают, что «Таганий Рог» означает в переводе с татарского языка «высокий мыс». Существует и иное толкование — «огонь на мысу», намекающее на существование здесь в древние времена маяка для мореплавателей.
Первое упоминание о мысе Таганий Рог (Таган Рог) датируется 6 сентября 1489 года, когда великий князь Иван III отправил в Крым две грамоты.
крымскому хану Менгли Гераю и таманскому князю Захарье. В послании Захарье указывалось место тайной встречи: «И мы аж дасть Бог своих людей к тобе пошлем на весне, а велели есмя своим людем ждати тобя на усть Миюша и на Тайгане».

## История
Изыскания и работы по строительству гавани и крепости на Таганьем Роге начались по приказу Петра I в 1696 году, после взятия Азова.

## Таганий Рог в современной культуре
- В 2002 году в Таганроге был создан издательский дом «Таганій Рогъ», который в числе прочих проектов осуществляет выпуск еженедельной газеты бесплатных частных объявлений «Каменная лестница»[4]. Под его крылом также издаётся информационно-рекламная газета «Таганий Рогъ».